# NGC 1993
NGC 1993（又称ESO 554-14）是一个位于天兔座的透镜状星系。它于1835年2月6日由弗里德里希·威廉·赫歇爾发现。 [5]它距离银河系约1.43亿光年。它的视星等为13.39 ，大小为1.5角分。